# مكتب قوات الأمن الخاصة الرئيسي
مكتب قوات الأمن الخاصة الرئيسي ((بالألمانية: SS-Hauptamt)‏. كان SS-HA) مكتب القيادة المركزي في شوتزشتافل (SS) في ألمانيا النازية حتى عام 1940.

## التكوين

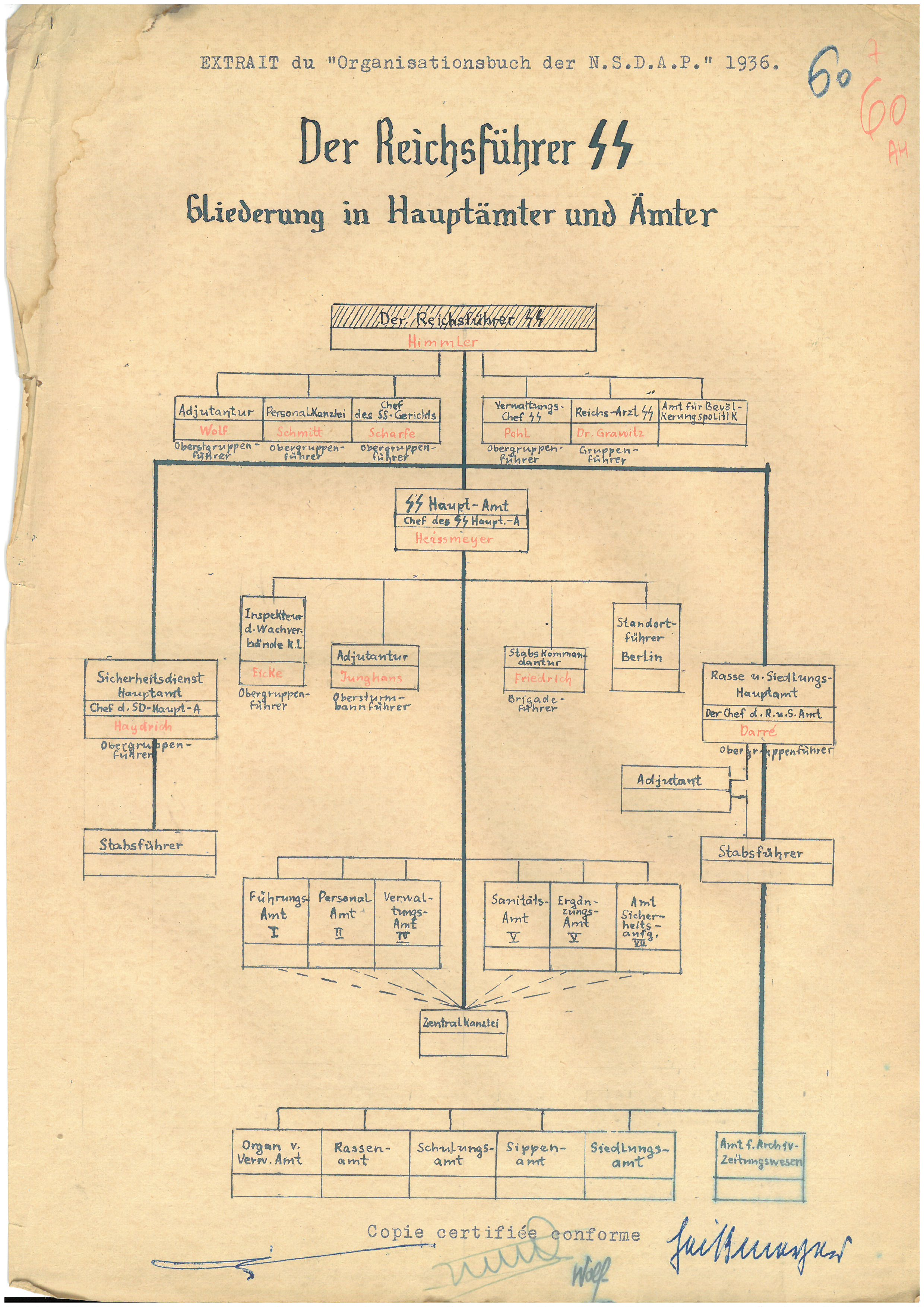
تنظيم قوات الأمن الخاصة، 1950

يعود تاريخ المكتب إلى عام 1931 عندما أنشأ SS SS-Amt للعمل كموظفين في مقر قوات الأمن الخاصة للإشراف على الوحدات المختلفة في ألجيماينه إس إس (General SS). في عام 1933، بعد وصول الحزب النازي إلى السلطة، تم تغيير اسم SS-Amt إلى SS-Oberführerbereichen وتم تعيينه في قيادة جميع وحدات SS داخل ألمانيا النازية. أصبحت هذه الوكالة بعد ذلك SS-HA في 30 يناير 1935.  أشرفت المنظمة على Allgemeine-SS ومعسكرات الاعتقال وإس إس-فرفوغونغزتروبه (القوات ذات الأغراض الخاصة) و Grenzschutz (أفواج مراقبة الحدود). 
خلال أواخر ثلاثينيات القرن العشرين، استمرت قوة SS-HA في النمو لتصبح أكبر وأقوى مكتب لقوات الأمن الخاصة، حيث تدير جميع جوانب المنظمة شبه العسكرية تقريبًا. وشمل ذلك مدارس ضباط SS (مدارس SS-Junker)، والتدريب البدني، والاتصالات، وحاميات SS ، والدعم اللوجستي والدعم.  بعد اندلاع الحرب العالمية الثانية بفترة قصيرة في أوروبا، توسعت SS-Verfügungstruppe سريعًا لتصبح فافن إس إس في عام 1940. بحلول هذا الوقت، لم يعد مكتب SS-Hauptamt يدير منظمة SS بالكامل. ونتيجة لذلك، تم تخفيض حجم SS-HA حيث فقد جزءًا كبيرًا من قوته قبل الحرب لصالح المكتب الرئيسي لقيادة قوات الأمن الخاصة (المكتب الرئيسي الرائد في SS ؛ SS-FHA) والمكاتب الرئيسية في Allgemeine-SS، مثل مكتب الأمن الرئيسي Reich. 

## التنظيم
في عام 1940، ظل SS-Hauptamt مسؤولاً عن المسائل الإدارية لـ SS مثل تخصيص القوى العاملة، واللوازم، ونقل الموظفين، والترقيات. كان SS-HA يضم 11 قسمًا (Ämter أو Amtsgruppe): 
- Amt Zentralamt (المكتب المركزي)
- Amt Leitender Ärzt beim Chef SS-HA (المدير الطبي الرئيسي)
- أمت فيروالتونج (الإدارة)
- Amt Ergänzungsamt der Waffen-SS (Waffen-SS Reinmentsments)
- Amt Erfassungsamt (طلب)
- Amt für Weltanschauliche Erziehung (التدريب العقائدي)
- Amt für Leibeserziehhung (التدريب البدني)
- Amt für Berufserziehung (التدريب التجاري)
- أمت جيرمانيش ليتستيل (مراقبة الجرمانية)
- Amt Germanische Ergänzung (توظيف الجرمانيين)
- أمت جيرمانيش أرزيونج (تعليم الجرمانية)

## القادة
| No. |                          | Name                                                  | Took office      | Left office     | Time in office    | Ref   |
| --- | ------------------------ | ----------------------------------------------------- | ---------------- | --------------- | ----------------- | ----- |
| 1   | Curt Wittje [الإنجليزية] | SS-Gruppenführer Curt Wittje [الإنجليزية] (1894–1947) | 12 February 1934 | 14 May 1935     | 1 سنة و91 أيام    | [ 3 ] |
| 2   | أغسطس هيسمير             | SS-Obergruppenführer أغسطس هيسمير (1897–1979)         | 14 May 1935      | 9 November 1939 | 4 سنوات و179 أيام | [ 3 ] |
| 3   | جوزيف بيرغر              | SS-Obergruppenführer جوزيف بيرغر (1896–1975)          | 1 December 1939  | 8 May 1945      | 5 سنوات و180 أيام | [ 3 ] |

## ما بعد الحرب

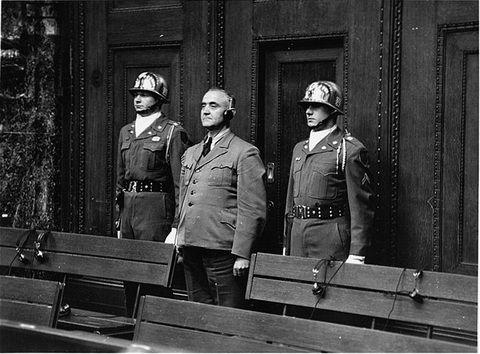
جوتلوب بيرغر في قفص الاتهام في محاكمات نورمبرغ في عام 1949.

بعد نهاية الحرب العالمية الثانية في أوروبا، اتُهم أعضاء SS-HA بارتكاب جرائم حرب وجرائم ضد الإنسانية. تم القبض على جوزيف بيرغر، رئيسها السابق في مايو 1945 وحوكم في عام 1949. بدأت محاكمة بيرغر والمتهمين الآخرين في 6 يناير 1948،  وانتهت في 13 أبريل 1949.  حكم على بيرغر بـ 25 عامًا. السجن، لكنه حصل على رصيد لمدة أربع سنوات كان خلالها رهن الاحتجاز في انتظار المحاكمة.  أُطلق سراح بيرغر من سجن لاندسبيرج في عام 1951. 

### اقتباسات
1. 1 2 3 4  Yerger 1997.
2. ↑  McNab 2009.
3. 1 2 3  Yerger 1997، صفحة 15.
4. 1 2  Heller 2011.
5. ↑  NMT 1949.
6. ↑  Maguire 2013.

### قائمة المراجع
- Heller، Kevin Jon (2011). The Nuremberg Military Tribunals and the Origins of International Criminal Law. Oxford, New York: Oxford University Press. ISBN:978-0-19-162212-0. مؤرشف من الأصل في 2020-03-31.  Heller، Kevin Jon (2011). The Nuremberg Military Tribunals and the Origins of International Criminal Law. Oxford, New York: Oxford University Press. ISBN:978-0-19-162212-0. مؤرشف من الأصل في 2020-03-31.  Heller، Kevin Jon (2011). The Nuremberg Military Tribunals and the Origins of International Criminal Law. Oxford, New York: Oxford University Press. ISBN:978-0-19-162212-0. مؤرشف من الأصل في 2020-03-31.
- Maguire، Peter H. (2013). Law and War: International Law and American History, Revised Edition. New York, New York: Columbia University Press. ISBN:978-0-231-51819-2. مؤرشف من الأصل في 2020-03-31.  Maguire، Peter H. (2013). Law and War: International Law and American History, Revised Edition. New York, New York: Columbia University Press. ISBN:978-0-231-51819-2. مؤرشف من الأصل في 2020-03-31.  Maguire، Peter H. (2013). Law and War: International Law and American History, Revised Edition. New York, New York: Columbia University Press. ISBN:978-0-231-51819-2. مؤرشف من الأصل في 2020-03-31.
- McNab، Chris (2009). The SS: 1923–1945. Amber Books Ltd. ISBN:978-1-906626-49-5.  McNab، Chris (2009). The SS: 1923–1945. Amber Books Ltd. ISBN:978-1-906626-49-5.  McNab، Chris (2009). The SS: 1923–1945. Amber Books Ltd. ISBN:978-1-906626-49-5.
- Weale، Adrian (2010). The SS: A New History. Little, Brown. ISBN:978-1-4087-0304-5.  Weale، Adrian (2010). The SS: A New History. Little, Brown. ISBN:978-1-4087-0304-5.  Weale، Adrian (2010). The SS: A New History. Little, Brown. ISBN:978-1-4087-0304-5.
- Wegner، Bernd (1990). The Waffen-SS: Organization, Ideology and Function. Blackwell. ISBN:0-631-14073-5.  Wegner، Bernd (1990). The Waffen-SS: Organization, Ideology and Function. Blackwell. ISBN:0-631-14073-5.  Wegner، Bernd (1990). The Waffen-SS: Organization, Ideology and Function. Blackwell. ISBN:0-631-14073-5.
- Yerger، Mark C. (1997). Allgemeine-SS: The Commands, Units and Leaders of the General SS. Schiffer Publishing. ISBN:0-7643-0145-4.  Yerger، Mark C. (1997). Allgemeine-SS: The Commands, Units and Leaders of the General SS. Schiffer Publishing. ISBN:0-7643-0145-4.  Yerger، Mark C. (1997). Allgemeine-SS: The Commands, Units and Leaders of the General SS. Schiffer Publishing. ISBN:0-7643-0145-4.
- Trials of War Criminals before the Nuernberg Military Tribunals, Volume XIV, "The Ministries Case". Nuremberg, Allied-occupied Germany: Nuernberg Military Tribunals. 1949. OCLC:874547741.